# Kaple Anděla Strážce (Čeradice)
Obecní kaple Anděla Strážce či svatých Andělů strážných v Čeradicích je sakrální stavba z roku 1856.

## Popis
Kaple je obdélná s trojbokým závěrem. V západním průčelí na vstupní částí se nachází věžička. Oltář je s obrazem Anděla strážce, který je signovaný J. Sternenfels z Chomutova 1854. Ve druhé dekádě 21. století byly trhliny ve zdech kaple opraveny a kaple získala novou fasádu díky dotacím z ústeckého kraje. Zároveň bylo odvodněno okolí kaple.